# Welham (Leicestershire)
Welham – wieś w Anglii, w hrabstwie Leicestershire, w dystrykcie Harborough. Leży 22 km na południowy wschód od miasta Leicester i 124 km na północny zachód od Londynu.